# Oscinella mesotibialis
Oscinella mesotibialis är en tvåvingeart som beskrevs av Curtis W. Sabrosky 1951. Oscinella mesotibialis ingår i släktet Oscinella och familjen fritflugor. Inga underarter finns listade i Catalogue of Life.